# Sadkówek
Sadkówek – wieś położona w Polsce, w województwie dolnośląskim, w powiecie wrocławskim, w gminie Kąty Wrocławskie przy drodze wojewódzkiej nr 347.
Do 2024 r. miejscowość była przysiółkiem wsi Sadków. W latach 1975–1998 miejscowość należała administracyjnie do województwa wrocławskiego.